# Scotargus
Scotargus Simon, 1913 è un genere di ragni appartenente  alla famiglia Linyphiidae.

## Distribuzione
Le sei specie oggi attribuite a questo genere sono state rinvenute nel Paleartico.

## Tassonomia
A giugno 2012, si compone di sei specie:
- Scotargus enghoffi Wunderlich, 1992 — Isole Canarie
- Scotargus grancanariensis Wunderlich, 1992 — Isole Canarie
- Scotargus numidicus Bosmans, 2006 — Algeria
- Scotargus pilosus Simon, 1913[3] — Regione paleartica
- Scotargus secundus Wunderlich, 1987 — Isole Canarie
- Scotargus tenerifensis Wunderlich, 1992 — Isole Canarie

### Sinonimi
- Scotargus strandi (Schenkel, 1934); questo esemplare, a seguito di un lavoro dell'aracnologo Denis del 1966, è stato riconosciuto sinonimo di S. pilosus Simon, 1913[1].

### Specie trasferite
- Scotargus inerrans (O. P.-Cambridge, 1885); trasferita al genere Collinsia O. P.-Cambridge, 1913[1].
- Scotargus japonicus Oi, 1964; trasferita al genere Collinsia O. P.-Cambridge, 1913.